# Campeonato de Portugal 1926
Il Campeonato de Portugal 1926 fu la quinta edizione del Campeonato de Portugal, torneo antenato della Coppa di Portogallo. La competizione fu giocata dal 9 maggio al 6 giugno 1926. La squadra vincitrice fu per la prima volta il Marítimo: la squadra di Madera si aggiudicò la manifestazione battendo in finale il Belenenses.

## Partecipanti
- Algarve:  Olhanense
- Aveiro:  Espinho
- Beja:  Luso Beja
- Braga:  Braga
- Coimbra:  União de Coimbra
- Lisbona:  Belenenses
- Madera:  Marítimo
- Porto:  Porto
- Portalegre:  Estrela Portalegre
- Santarém:  Leões Santarém
- Viana do Castelo:  Vianense
- Vila Real:  Vila Real

## Primo Turno
Le partite furono giocate il 9 maggio 1926.
|            | Risultato |                    |
| ---------- | --------- | ------------------ |
| Espinho    | 4 - 3     | União de Coimbra   |
| Braga      | 1 - 0     | Vianense           |
| Luso Beja  | 2 - 0     | Estrela Portalegre |
| Porto      | 10 - 0    | Vila Real          |
| Belenenses | 7 - 2     | Leões Santarém     |

## Secondo Turno
Le partite si giocarono il 16 maggio 1926.
|            | Risultato |           |
| ---------- | --------- | --------- |
| Olhanense  | 5 - 0     | Luso Beja |
| Porto      | 3 - 0     | Braga     |
| Belenenses | 4 - 1     | Espinho   |

## Semifinali
Le semifinali si giocarono il 23 maggio 1926.
|            | Risultato |           |
| ---------- | --------- | --------- |
| Belenenses | 2 - 1     | Olhanense |
| Marítimo   | 7 - 1     | Porto     |

## Finale
| Arbitro: | José Guimarães (Oporto) |

|  |           |                         |
|  | Marcatori | 55’ Fernandes 70’ Ramos |

| Belenenses | Marítimo |

### Formazioni
| Belenenses         |  |                   |     |  |
|                    |  |                   |     |  |
| POR                |  | Francisco Assis   |     |  |
| DIF                |  | Eduardo Azevedo   |     |  |
| DIF                |  | Júlio Marques     |     |  |
| CEN                |  | Augusto Silva ()  | 70’ |  |
| CEN                |  | César de Matos    |     |  |
| CEN                |  | José Almeida      |     |  |
| ATT                |  | Rodolfo Faroleiro |     |  |
| ATT                |  | Silva Marques     |     |  |
| ATT                |  | Alfredo Ramos     |     |  |
| ATT                |  | Pepe              |     |  |
| ATT                |  | Fernando António  |     |  |
| Sostituiti:        |  |                   |     |  |
| Allenatore:        |  |                   |     |  |
| Artur José Pereira |  |                   |     |  |

| Marítimo        |  |                         |
|                 |  |                         |
| POR             |  | Ângelo Ortega Fernandes |
| DIF             |  | António Sousa           |
| DIF             |  | José Correia            |
| CEN             |  | Domingos Vasconcelos () |
| CEN             |  | António Teixeira        |
| ATT             |  | José Ramos              |
| ATT             |  | Manuel Ramos            |
| ATT             |  | Francisco Lopes         |
| ATT             |  | José de Sousa           |
| ATT             |  | António Alves           |
| ATT             |  | José Fernandes          |
| Sostituiti:     |  |                         |
| Allenatore:     |  |                         |
| Francisco Ekker |  |                         |